# 楊惲
楊 惲（よう うん、? - 紀元前54年）は、前漢の人。字は子幼。京兆尹華陰県の人。丞相の楊敞の子。司馬遷の外孫。

## 略歴
丞相の楊敞と司馬遷の娘のあいだの子。母方の祖父の司馬遷の『史記』を読み、『春秋』を修めた。また『史記』は楊惲によって広く流布するようになった。
楊敞の後継ぎである、異母兄の安平侯楊忠（楊賁）の任子で郎となり、常侍騎となった。才能を称えられ、優れた人物や儒者と交流し、朝廷でも有名になって左曹に抜擢された。
地節4年（紀元前66年）、霍禹らの反乱の際、いち早くそれを知った楊惲は侍中の金安上を通して宣帝に告げたため、反乱は失敗に終わった。その功績で楊惲は平通侯に封じられ、中郎将となった。
楊惲は列侯となると父の遺産を親族に分け与え、後に継母の遺産を受け取ると継母の一族に分け与えるなど、財産を軽んじて義を重んじた。
当時、郎官の慣例では、自前で経費などを入れないと休暇が取れなかった。そのため貧しい者は病気であっても正規に認められた休暇を使うしかなかったし、富豪は金を出して仕事をせずに遊び、金でよい部署を得ようとする者さえいた。楊惲はこの慣例を止めさせ、大司農から経費を取るようにして休暇は法令どおり執行させた。また郎や謁者に罪過があれば罷免し、有能であれば推薦するようになったため、請託や汚職がなくなった。この功績で楊惲は神爵元年（紀元前61年）に諸吏光禄勲に抜擢され、宣帝の側で用いられるようになった。
楊惲は清廉で郎官からは公平だと称えられていたが、一方で自分の功績や能力を誇り、また好んで人の隠し事を暴き、自分と対立する者を陥れようとしたので、恨む者が多かった。五鳳2年（紀元前56年）、太僕の戴長楽が弾劾された時、戴長楽は楊惲が自分を陥れようとしたと思い、楊惲が皇帝を誹謗する言を述べていると訴えた。死罪は免れたが楊惲・戴長楽ともに罷免され、爵位も失い庶人とされた。
地位を失った楊惲は治産に務め娯楽に興じたが、一年余り後、彼の才能を惜しんだ友人の孫会宗が書を与え彼の行動を戒めた。しかし楊惲はそれを否定する書を送り、また兄の楊忠の子である安平侯楊譚から「罪のあった杜延年も御史大夫となっていますからまた用いられる日が来ます」と言われると「今の皇帝は力を尽くすに足る相手ではない」と言うなどの行いが告発された。廷尉によって大逆不道と処断され、腰斬に処せられた。
妻子は酒泉郡に移され、安平侯楊譚も彼を諌めなかったことで爵位を奪われた。孫会宗や衛尉の韋玄成・京兆尹の張敞などの友人は罷免された。